# Mason Dye
Mason Dye (Shawnee, 15 de julio de 2000) es un actor estadounidense conocido por sus papeles en Teen Wolf y Flowers in the Attic.

## Primeros años
Mason Dye nació en Shawnee, Oklahoma. Creció en Ada, Oklahoma, con su hermano mayor, Preston, y su hermana menor, Taylor, quien es conocida por ser una de las integrantes del dúo country Maddie & Tae.

## Carrera
Dye comenzó su carrera con un papel secundario en la película Adventures of Bailey: A Night in Cowtown y con un papel recurrente en la serie web Secret Diary of an American Cheerleader 2: The Fierce One. En 2014, interpretó a Christopher Dollanganger en la película de Lifetime Flowers in the Attic, basada en la novela de VC Andrews. Apareció como actor invitado en los programas de televisión Review y Teen Wolf. En 2015, interpretó el papel de Víctor en la película My Stepdaughter, de Lifetime. Dye también apareció como actor invitado en Major Crimes y obtuvo papeles recurrentes en los shows Roommates y Finding Carter respectivamente.
En 2016, Dye interpretó a Tyler Evans en la película dramática Natural Selection, junto a Katherine McNamara . Más tarde ese año, le dio vida a Josh Jackson en la película de acción y aventuras, Vanished - Left Behind: Next Generation, junto a Amber Frank y Dylan Sprayberry. En 2017, Dye participó en la película de suspenso Stalker's Prey, de Lifetime, en el papel de Bruce Kane. También actuó como Tyler Pemhardt en la película de terror Truth or Dare, que se estrenó en el canal Syfy. En 2018, interpretó a Matt en la película de Lifetime The Wrong Son.

## Filmografía

### Película
| Año  | Título                                   | Papel        | Notas |
| ---- | ---------------------------------------- | ------------ | ----- |
| 2013 | Adventures of Bailey: A Night in Cowtown | Marc         |       |
| 2016 | Natural Selection                        | Tyler Evans  |       |
| 2016 | Vanished - Left Behind: Next Generation  | Josh Jackson |       |

### Televisión
| Año  | Título                        | Papel                    | Notas                                     |
| ---- | ----------------------------- | ------------------------ | ----------------------------------------- |
| 2014 | Flowers in the Attic          | Christopher Dollanganger | Película de televisión (Lifetime )        |
| 2014 | Review                        | Tyler                    | Episodio: "Revenge; Getting Rich; Aching" |
| 2014 | Teen Wolf                     | Garrett                  | 4 episodios                               |
| 2015 | Finding Carter                | Damon                    | 9 episodios                               |
| 2015 | My Stepdaughter               | Víctor                   | Película de televisión (Lifetime)         |
| 2016 | Major Crimes                  | Eric Hayes               | Episodio: "Derecho de familia"            |
| 2017 | Stalker Prey                  | Bruce Kane               | Película de televisión (Lifetime)         |
| 2017 | Truth or Dare                 | Tyler Pemhardt           | Película de televisión (Syfy)             |
| 2018 | The Wrong Son                 | Mate                     | Película de televisión (Lifetime)         |
| 2019 | Bosch - Temporada 5           | Tom - 5 episodios        | Película de televisión ( Amazon Prime )   |
| 2022 | Stranger Things - Temporada 4 | Jason Carver             | 8 episodios                               |

### Web
| Año  | Título                                                    | Papel   | Notas       |
| ---- | --------------------------------------------------------- | ------- | ----------- |
| 2013 | Secret Diary of an American Cheerleader 2: The Fierce One | Brandon | 5 episodios |
| 2016 | Roommates                                                 | Mason   | 8 episodios |

## Vídeos musicales
| Año  | Título             | Artista      |
| ---- | ------------------ | ------------ |
| 2015 | "Shut Up and Fish" | Maddie y tae |